# Carrefour international de théâtre de Ouagadougou
Le Carrefour international de théâtre de Ouagadougou (CITO) est une association burkinabè créée le 21 octobre 1996. Elle est basée à Ouagadougou.

## Histoire
Le CITO a été fondé par un groupe de comédiens parmi lesquels Amina Diallo, Ildevert Meda, Isaka Sawadogo,,. En tant qu'association, le CITO regroupe essentiellement des professionnels et amateurs du théâtre et aussi d'autres disciplines comme la danse, la musique, les arts plastique, la littérateur... Le CITO accueille, produit des spectacles d'art dramatique dans son théâtre qui est en même temps le siège de l'association.
Depuis 2002 le Carrefour International de Théâtre de Ouagadougou a produit quarante cinq pièces d'auteurs telles que Un ennemie du peuple d'HenriK Ibsen, L'Os de Morlam de Biraogo Diop, L'Or de Yennenga inspirée de Peepshow dans les Alpes de Markus Köbeli, Baabou Roi de Wolé Soyinka,,. Le CITO reçoit aussi des spectacles produits par d'autres compagnies nationales ou internationales.

## Administration
Une équipe administrative est responsable des taches courantes du Carrefour international de théâtre de Ouagadougou. Elle est dirigée par Martin Zongo.
Le bureau exécutif du CITO est composé de six membres